# MAT-49
MAT-49 là loại súng tiểu liên rất nổi tiếng do nhà máy Manufacture Nationale d'Armes de Tulle (MAT) của Pháp thiết kế và sản xuất cho quân đội Pháp để thay thế cho khẩu MAS-38 đã cũ. Khẩu súng này có biệt danh là "French's Grease Gun"-"Khẩu Grease Gun của người Pháp" vì nó có dáng súng rất giống với khẩu M3 Grease Gun danh tiếng của người Mỹ trong thế chiến 2.

## Phát triển
Năm 1949, sau khi kiểm nghiệm hàng loạt các mẫu thử nghiệm khác nhau (bao gồm cả thiết kế từ khẩu Hotchkiss), nhà máy Manufacture Nationale d'Armes de Tulle đã tiến hành sản xuất MAT-49. MAT-49 được sản xuất theo kiểu "dập khuôn" để thuận lợi cho việc sản xuất hàng loạt với số lượng lớn để trang bị cho quân đội Pháp (giống khẩu M3 Grease Gun và MP-40 trước đó), sau đó là lực lượng lính dù Pháp để thay cho những khẩu Sten cũ của Anh và quân viễn chinh Pháp đóng tại các thuộc địa (như thuộc địa Đông Dương, thuộc địa Algieria). Việc chế tạo được duy trì liên tục từ năm 1950 cho đến những năm 1965 thì Manufacture Nationale d'Armes de Tulle còn cho phép nhà máy Manufacture d'Armes de St-Etienne (MAS) được sản xuất MAT-49 cho đến năm 1979. Khi Pháp thông qua khẩu FAMAS làm loại vũ khí tiêu chuẩn vào năm 1979 thì khẩu MAT-49 dần dần bị thay thế. Đến nay, hiến binh Pháp không còn dùng nó nữa, nó chỉ còn dùng trong các cuộc diễu binh của quân đội Pháp.

## Thiết kế
MAT-49 sử dụng cơ chế nạp đạn blowback. Súng sử dụng cơ chế nạp đạn bằng một hộp tiếp đạn 32 viên có thể tháo rời. Loại đạn mà súng sử dụng là 9x19mm Parabellum. Súng có tốc độ bắn vào khoảng 600 viên/phút. Súng có một chế độ bắn duy nhất là chế độ bắn hoàn toàn tự động (đương nhiên rồi vì nó có thiết kế chịu ảnh hưởng từ 2 mẫu là M3 Grease Gun và MP-40 trước đó). Phiên bản dành cho lực lượng cảnh sát và hiến binh Pháp có tên là MAT 49/54 với thiết kế ban đầu có hai cò súng một cò để bắn từng viên và cò còn lại để bắn tự động (giống khẩu súng máy hạng nhẹ Chatellerault FM24/29). Nhưng về sau, phiên bản MAT-49/54 được chỉnh sửa lại chỉ có duy nhất một chế độ bắn, đó là chế độ bắn bán tự động. MAT 49/54 được trang bị một băng đạn chỉ có 20 viên. Khẩu MAT 49 có một chốt an toàn nằm phía sau cò súng, ở chỗ tay cầm. Điều này có nghĩa là: Nếu muốn súng khai hỏa được thì xạ thủ phải dùng tay ép khóa an toàn này lại, rồi bóp cò thì khi ấy, súng mới có thể bắn được. Lính Pháp đánh giá rất tích cực về khóa an toàn của khẩu MAT 49. Cơ chế khóa an toàn kiểu này giúp cho khẩu súng giảm khả năng bị "cướp cò" rất nguy hiểm.

## Sử dụng
MAT-49 được thấy sử dụng rộng rãi trong chiến tranh Đông Dương, chiến tranh Algerian và khủng hoảng Kênh đào Suez năm 1959. Nó được ưa chuộng trong lực lượng lính dù và công binh vì tính cơ động và hỏa lực.
Sau khi Pháp rút khỏi Đông Dương thì lực lượng Việt Minh và Quân đội Nhân dân Việt Nam đã tiến hành chỉnh sửa một số lượng lớn súng MAT-49 thu được sang sử dụng loại đạn 7.62 mm Tokarev của Liên Xô vì loại đạn này được Liên Xô và Cộng hòa Nhân dân Trung Hoa chuyển đến cho Việt Nam rất nhiều. Phiên bản chỉnh sửa này có nòng dài hơn với hộp đạn 35 viên cùng tốc độ bắn cực nhanh: 900 viên/phút.

## Các nước sử dụng
- Pháp: Được quân đội Pháp thông qua vào năm 1949. Cũng được sử dụng bởi Hiến binh Quốc gia
- Vùng đất phía Nam và châu Nam Cực thuộc Pháp
- Liên bang Đông Dương
- Algérie
- Bénin
- Bolivia
- Burkina Faso
- Burundi
- Cộng hòa Trung Phi
- Tchad
- Comoros
- Cộng hòa Congo
- Côte d'Ivoire
- Djibouti
- Guinea Xích Đạo
- Gabon
- Guinée
- Guinea-Bissau
- Iran
- Vương quốc Lào: Nhận từ chính phủ Pháp trong Chiến tranh Đông Dương lần thứ nhất.
- Lào
- Cộng hòa Nhân dân Campuchia
- Campuchia
- Polynésie thuộc Pháp
- Liban
- Madagascar
- Mali
- Mauritanie
- Maroc
- Niger
- Senegal
- Seychelles
- Syria
- Polynésie thuộc Pháp
- Seychelles
- Tchad
- Togo
- Thổ Nhĩ Kỳ: Những chiếc MAT-49 thu được được tặng cho lính canh Làng
- Tunisia
- Việt Nam Cộng hòa
- Việt Nam Dân chủ Cộng hòa
- Việt Minh: Còn được gọi là Tuyn, theo tên nhà sản xuất (Tulle).
- Cộng hòa Miền Nam Việt Nam
- Việt Nam: Đã qua sử dụng MAT-49 9mm và 7,62mm.